# دينو ستوكر
دينو ستوكر (بالإنجليزية: Dino Stalker)‏ هي لعبة فيديو صدرت في 27 يونيو 2002، وهي متوفرة على أجهزة بلاي ستيشن 2. اللعبة من نشر كابكوم.